# ベニントン (バーモント州)
ベニントン（英: Bennington）は、アメリカ合衆国バーモント州のベニントン郡にある町。ベニントン郡に2つあるシャイアータウン（郡庁所在地）の1つであり、もう1つはマンチェスターである。人口は1万5333人（2020年）。人口ではバーモント州南部最大の町である。ベニントンにはバーモント州で最も高い建造物であるベニントンの戦い記念碑がある。

## 歴史

1887年のベニントン

ベニントンはニューハンプシャー特許の最初のものとして1749年1月3日にベニング・ウェントワース知事から認可され、その知事に因んで名付けられた。その特許はウィリアム・ウィリアムズ他61名に与えられたものであり、ほとんどがニューハンプシャー植民地ポーツマスの出身者だった。この町に最初に入植したのは1761年のマサチューセッツ湾植民地ハードウィックからの2家族と同じくアマーストからの2家族だった。彼らを率いたのはフレンチ・インディアン戦争からの帰り道でそこを流れる川の渓谷で宿営したことのあったサミュエル・ロビンソン大尉だった。
この町は主にアメリカ独立戦争のときのベニントンの戦いがあった場所として知られている（実際には数マイル西のニューヨーク州内で戦われた）。1777年8月16日、ジョン・スターク将軍のニューハンプシャー民兵隊1,500名が、ドイツ人のフリードリヒ・バウム中佐の指揮するドイツ人傭兵、地元のロイヤリスト、カナダ人とインディアン、併せて800名の部隊を破った。ハインリッヒ・フォン・ブライマン中佐指揮するドイツ兵の援軍が到着して逆転しようとしたが、イーサン・アレンが設立したバーモント民兵隊であるセス・ワーナー率いるグリーンマウンテン・ボーイズが到着してこれを斥けた。
今日町の中には3つの歴史地区がある。オールド・ベニントン、ダウンタウン・ベニントンおよびノース・ベニントンである。これらの中でオールド・ベニントンが当初の開拓地であり、会衆派教会分離主義者がコネチカット植民地とマサチューセッツ湾植民地から到着した1761年からの歴史がある。1800年代初期にダウンタウン・ベニントンが発展を始め、1854年までに郡の人口は18,589人に達した。
1891年、ベニントンの戦い記念碑が公開された。この記念碑は高さ306フィート (93 m) の石造りオベリスクであり、州内では最も高い建造物である。観光客の人気スポットになっている。
ベニントンは天然資源や水力に恵まれていたので、製材業を主とする製造業の長い歴史がある。全国的には陶磁器、製鉄および繊維の町としても認識されている。

## 地理
アメリカ合衆国国勢調査局に拠れば、市域全面積は42.5平方マイル (110.0 km2)、このうち陸地は42.4平方マイル (109.9 km2)、水面は0.1平方マイル (0.2 km2)で水域率は0.14％である。ベニントンにはワールームサック川とその支流が流れている。

## 交通

### 道路と高規格道路
ベニントンの町には アメリカ国道7号線、 バーモント州道7A号線、同9号線、同67A号線および同279号線が通っている。バーモント州道279号線は地元ではベニントン・バイパスとも呼ばれ、その北側部分が2007年8月に建設され始めたスーパー2有料道路となっている。この部分は2012年に完成予定である。アメリカ国道7号線とのインターチェンジ中心にはバーモント観光センターも建設予定である。

### 公共交通
グリーンマウンテン・イクスプレスを運行するグリーンマウンテン・コミュニティネットワークは民間の非営利組織であり、ベニントンの公共輸送システムを所有し運行している。町内には3つの路線があり、2線はウィークデイに1線は土曜日に運行され、中間的交通としての「フレックス｣ルートや「リージョナル・ルート」と呼ばれる通勤線もある。リージョナル・ルートは郡内にも運行されており、大半がアメリカ国道7号線や歴史あるバーモント州道7A号線の回廊に沿って走っている。北はマンチェスター、南はウィリアムズタウンまでウィークデイの通勤時間帯に運行されている。
ヤンキー・トレイルズはベニントンからニューヨーク州オールバニのグレイハウンド・バス停まで地域バス路線を運行しており、途中にはニューヨーク州フージックフォールズに停留所がある。リバー通りとデポ通りの角にあるベニントン駅から1日2便（フージックフォールズからは3便）が出ている。第1便はフージックフォールズから出ており、次に朝遅い便と夕方の便がベニントンから出て行く。
最近ではアムトラック・スルーウェイの都市間バス（鉄道連絡バス）路線をベニントンに誘致する話もあった。しかし、いつ始まるか、また始まること自体も不明である。

### 航空
ウィリアム・H・モース州立空港が公共に使われる州所有の空港であり、ベニントン中心街の西約3マイル (4.8 km) に位置する。南西バーモント空港とも呼ばれ、アンソニー山の北斜面に近く、またベニントンの戦い記念碑にも近い。この空港を基地としてエアナウ航空が貨物便の中継点にしている。

## 人口動態
以下は2000年の国勢調査による人口統計データである。
| 基礎データ - 人口: 15,737人 - 世帯数: 6,162世帯 - 家族数: 3,863家族 - 人口密度: 143.2人/km2（370.9人/mi2） - 住居数: 6,574軒 - 住居密度: 59.8軒/km2（154.9軒/mi2） 人種別人口構成 - 白人: 96.96% - アフリカン・アメリカン: 0.63% - ネイティブ・アメリカン: 0.25% - アジア人:0.95% - 太平洋諸島系: 0.02% - その他の人種: 0.22% - 混血: 0.97% - ヒスパニック・ラテン系: 0.99% 年齢別人口構成 - 18歳未満: 23.5% - 18-24歳: 10.7% - 25-44歳: 26.1% - 45-64歳: 22.0% - 65歳以上: 17.8% - 年齢の中央値: 38歳 - 性比（女性100人あたり男性の人口） - 総人口: 85.0 - 18歳以上: 82.6 | 世帯と家族（対世帯数） - 18歳未満の子供がいる: 30.4% - 結婚・同居している夫婦: 46.5% - 未婚・離婚・死別女性が世帯主: 12.3% - 非家族世帯: 37.3% - 単身世帯:30.4% - 65歳以上の老人1人暮らし: 12.8% - 平均構成人数 - 世帯: 2.36人 - 家族: 2.94人 収入と家計 - 収入の中央値 - 世帯: 33,706 米ドル - 家族: 40,615米ドル - 性別 - 男性: 30,712米ドル - 女性: 22,411米ドル - 人口1人あたり収入: 17,290米ドル - 貧困線以下 - 対人口: 14.6% - 対家族数: 11.1% - 18歳以下: 20.1% - 65歳以上: 11.8% |

## 教育
ベニントンには様々な私立、教区立、および私立の学校がある。教育を継続する場合は多様なカレッジと職業開発校の組み合わせで支えられている。ベニントン・カレッジはアメリカ合衆国ニューズ・カレッジ・ランキングによる第1階層で104位にランクされる進歩的4年制教養教育カレッジである。南バーモント・カレッジは私立の4年制教養教育カレッジであり、職業を指向したカリキュラムを提供している。

### 若者のスポーツ
ベニントンは21度州レスリング・チャンピオンを防衛したマウント・アンソニー・ペイトリオッツが本拠にしている。ヘッドコーチのスコット・レガシーの指導でこの21回連続の偉業を成し遂げた。これは国内記録になっている。

## 見どころ
- ベニントンの戦い記念碑
- グランマ・モーゼス・ギャラリー、ベニントン博物館内
- パーク・マカルー歴史的邸宅、保存状態の良い35室のビクトリア様式カントリー・ハウス
- ロバート・フロストの墓
- ベニントン・カレッジ
- 南バーモント・カレッジ

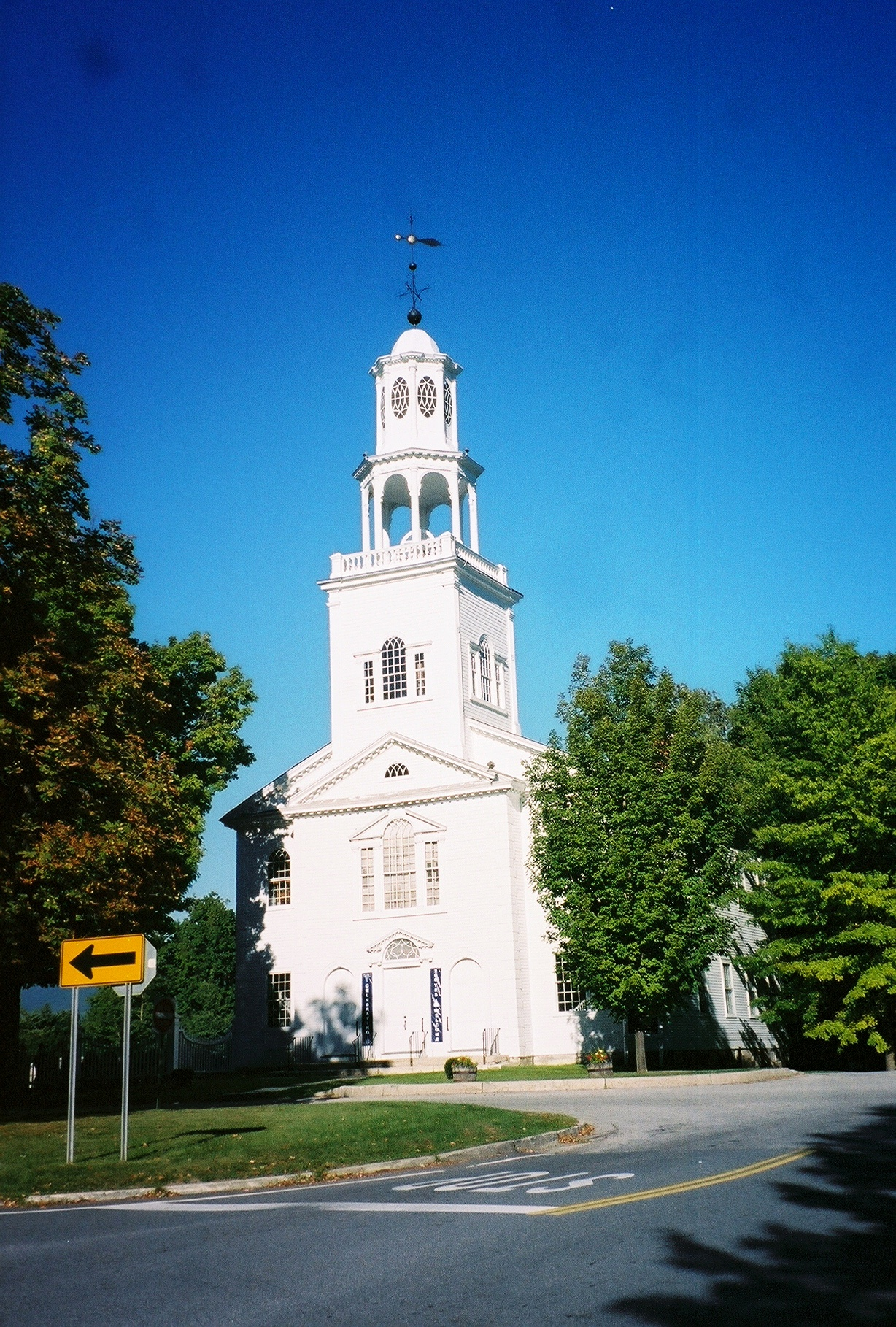
ベニントン第1会衆派教会、1804年建造
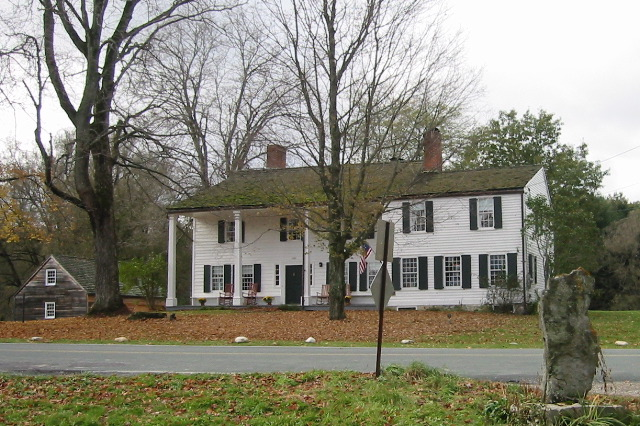
ヘンリー・ハウス、1769年建造
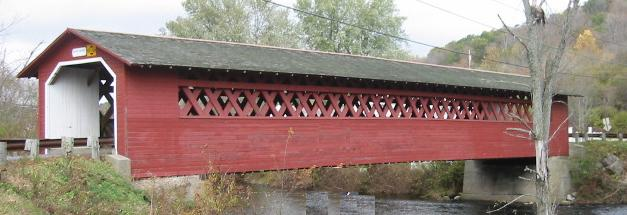
バート・ヘンリー屋根付橋、1835年建造
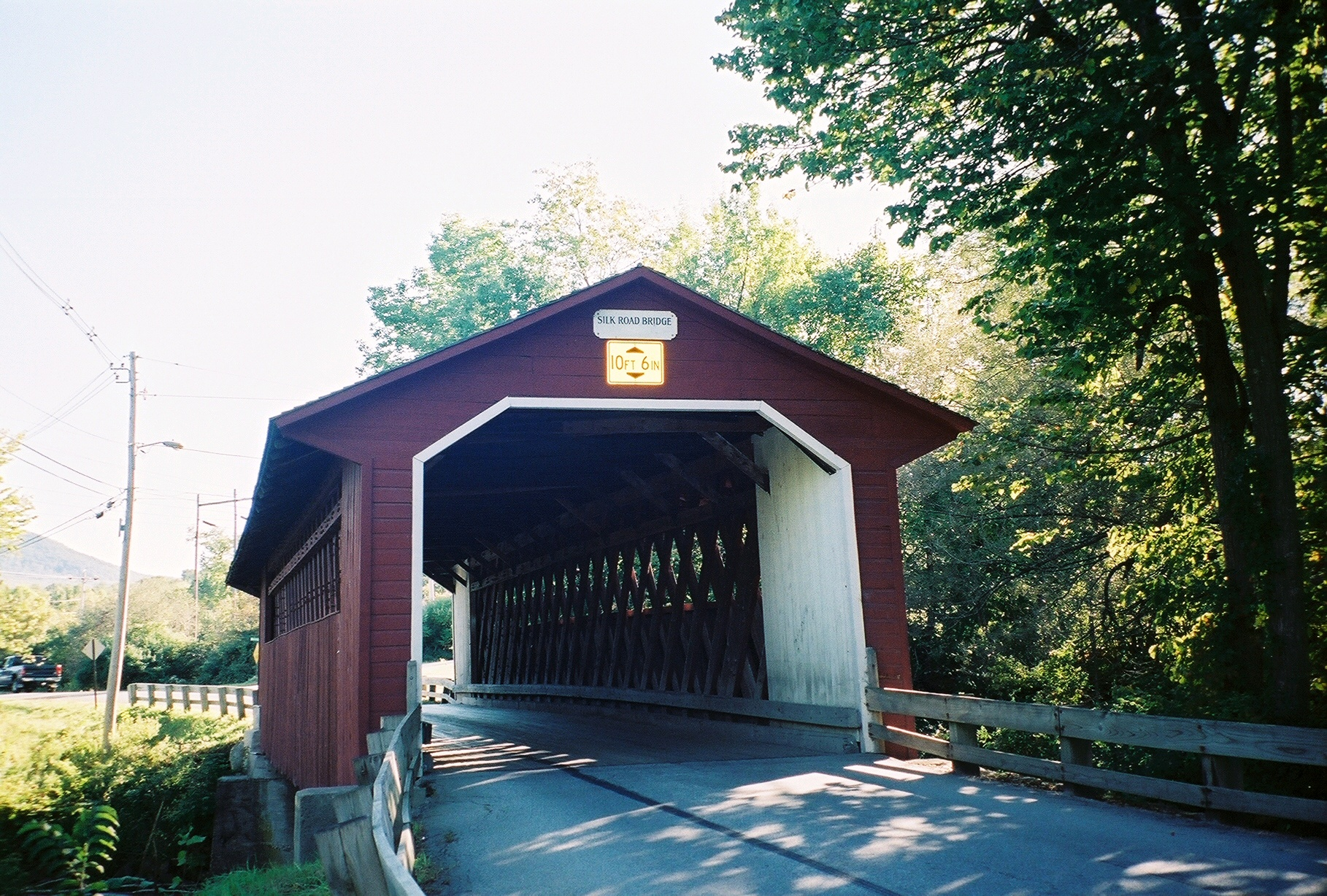
シルク屋根付橋、1840年建造
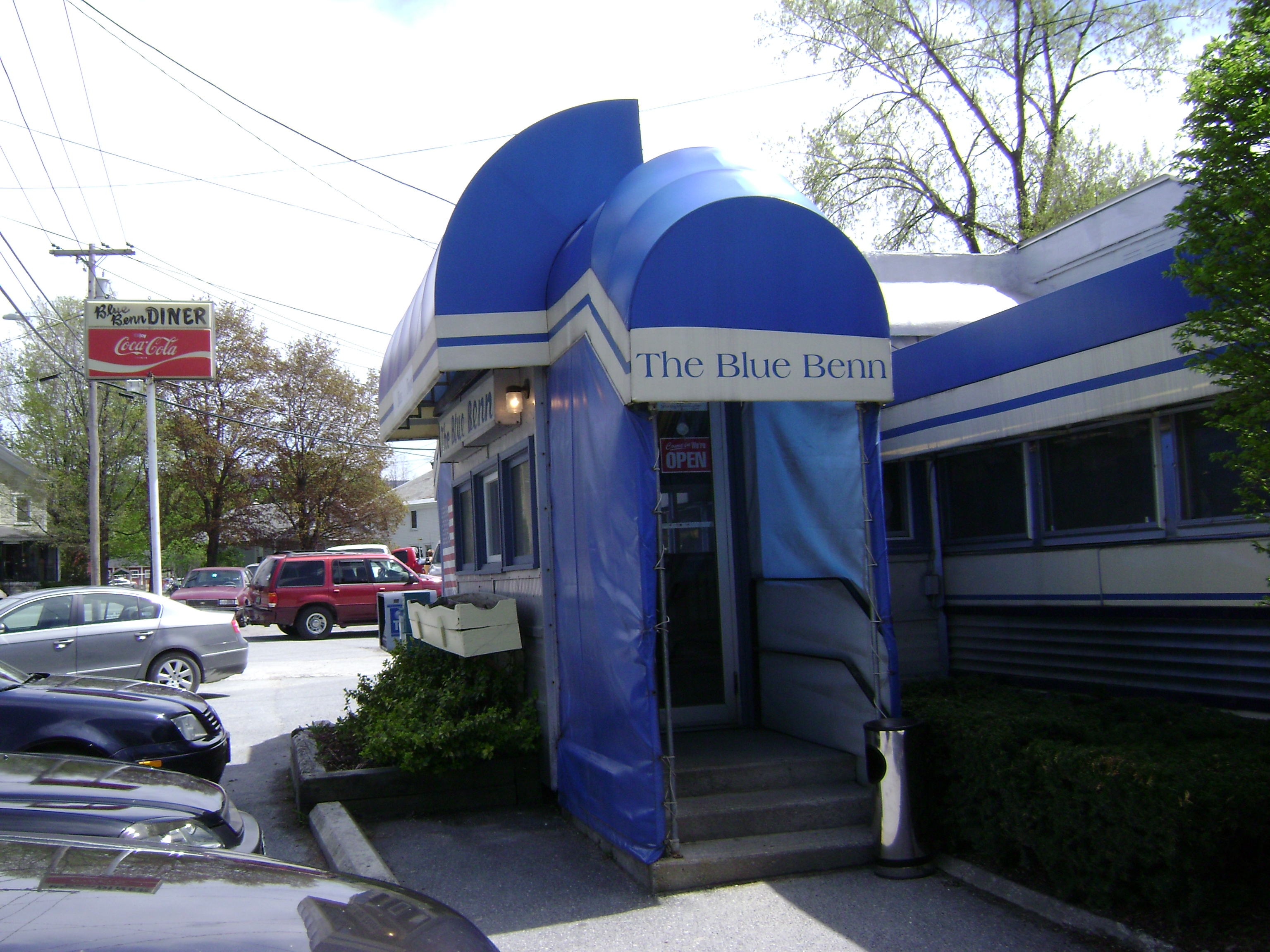
ブルーベン、歴史ある食堂
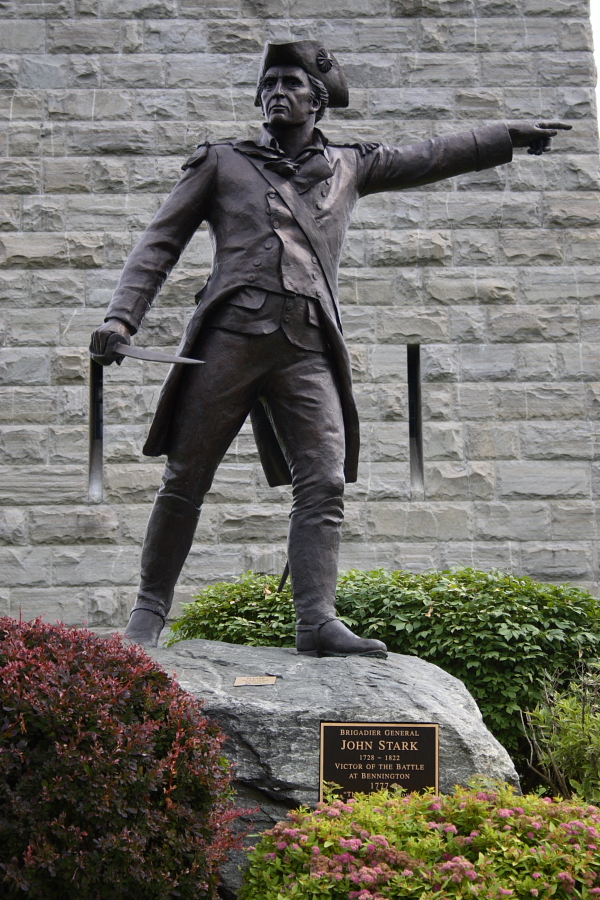
ジョン・スターク将軍の像
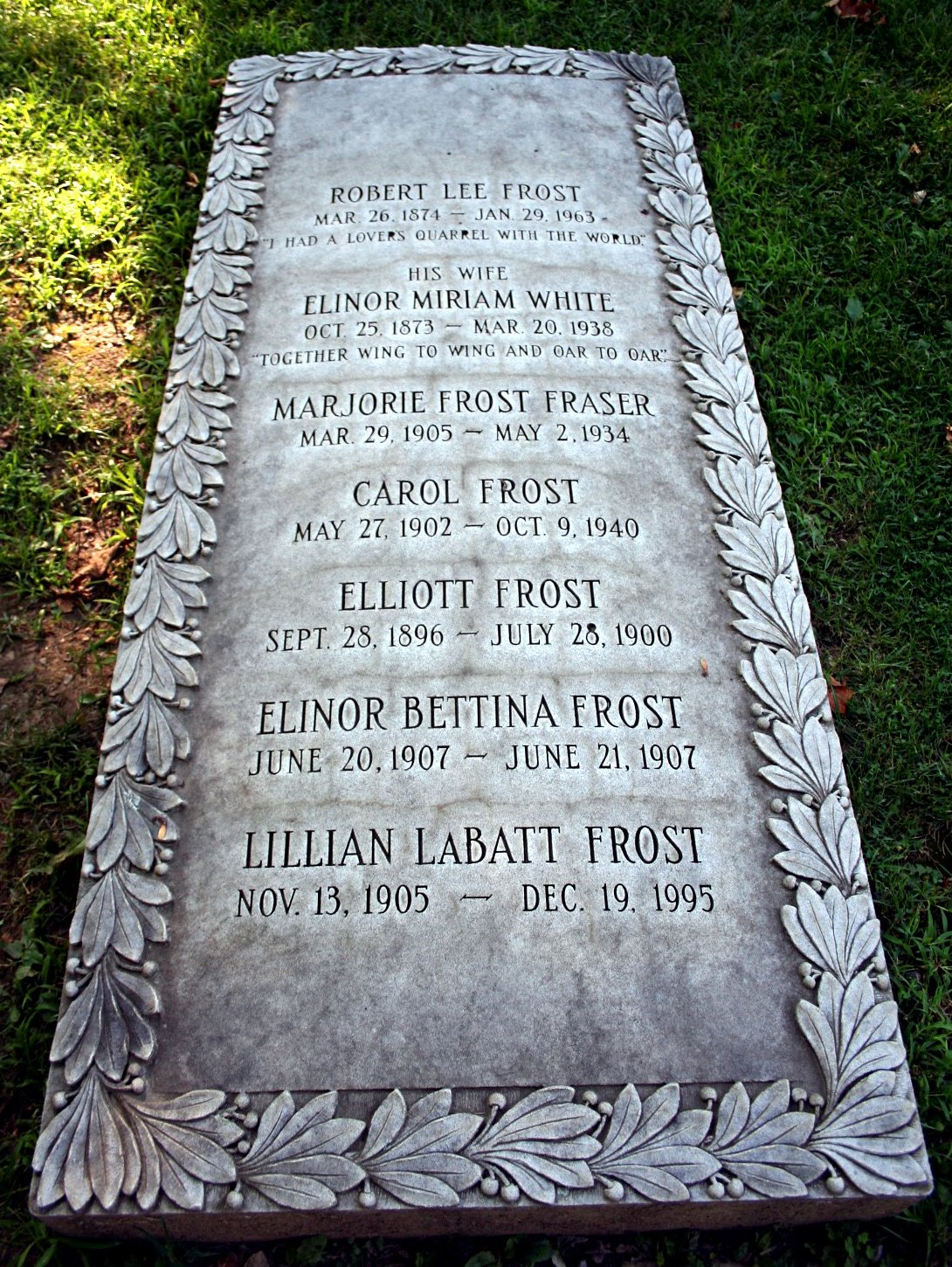
ロバート・フロストの墓

## 著名な住人
- パメラ・ブレア - 女優、歌手、ダンサー
- ハイラム・ビンガム - 宣教師
- ベアトリス・ボープル - 女優
- ヘンリー・ブラント - 作曲家
- ウィリアム・L・バーク - 教授
- プレイライト - ラッパー、歌手、作詞家
- カールトン・カーペンター - 俳優
- チャールズ・デューイ・デイ - 判事
- ジェイムズ・フィスク・ジュニア - 金融家
- ヘレン・フランケンサーラー - 画家
- サイモン・フレーザー - 毛皮交易業者、探検家
- ロバート・フロスト - 詩人
- シンシア・ギブ - 女優、元モデル
- ミルフォード・グレイヴス - フリー・ジャズのドラマー、パーカッション奏者
- ピーター・グレイヴス - アナウンサー、スキーのコーチ
- ハイランド・ホール - バーモント州知事、アメリカ合衆国下院議員
- ダニエル・ウィリアムズ・ハーモン - 毛皮交易業者、日記作者
- ホレース・チャピン・ヘンリー - 事業家、画廊設立者
- ジェイムズ・スチュアート・ホールデン - 判事
- スタンレー・エドガー・ハイマン - 文学批評家
- シャーリイ・ジャクスン - 著作家
- デイブ・ジャレッキー - 1993年にバイアスロンでアメリカチャンピオン、1992年と1994年のオリンピックに出場
- ジャメイカ・キンケイド - 小説家
- アルフレッド・レベウス・ルーミス - 医者
- レイ・マグリオッチ - NPRのラジオショーカートークの司会者
- オーサマス・クック・メリル - アメリカ合衆国下院議員
- アンドリュー・ニューウェル - クロスカントリースキー選手
- ジェシー・O・ノートン - アメリカ合衆国下院議員
- ポール・オフナー - ウィスコンシン州議会議員、教育者
- ジュールズ・オリツキー - 画家
- メアリー・オリバー - 詩人
- アイザック・G・ペリー - 建築家
- ジョナサン・ロビンソン - アメリカ合衆国上院議員
- モーゼス・ロビンソン - アメリカ合衆国上院議員、バーモント州知事
- メアリー・ロジャーズ - 殺人者
- アレン・ショーン - 作曲家
- デイビッド・スミス - 彫刻家
- ベンジャミン・スウィフト - アメリカ合衆国上院議員
- アイザック・ティチェナー - バーモント州知事、法学者、アメリカ合衆国上院議員
- エリザベス・ヴァン・ヴァルケンバーグ - 殺人者
- デイビッド・S・ウォルブリッジ - アメリカ合衆国下院議員
- セス・ワーナー - グリーンマウンテン・ボーイズの大尉
- ジョン・F・ウィンスロー - 工業事業家、大学学長

## 健康管理
- ベニントンには南西バーモント医療センターがあり、バーモント州南部をカバーする地域病院であり、マンチェスターやウィルミントンにも衛星医院を持っている。
- ベニントン救急隊がベニントンの救急活動を担っている。ペイン救急医療サービス の子会社である南西バーモント地域救急車は救急搬送および非救急搬送と共に施設間搬送を担当している。南西バーモント地域救急車には24時間救急医療隊員が配備されている。
- ベニントン地域では多くの基礎および特殊介護提供者が活動している。その大半は南西バーモント健康管理システムに属している。

ベニントンには南西バーモント医療センターの構内にある大規模で成長している癌センターがある。異常なくらい高いオゾン量のような様々な地域特性のために、住民は癌発症率が何倍も高く、またクローン病に関する進行中の研究の対象になっている。アメリカ合衆国のクローン病発症率は10万人に5人であるが、ベニントン地域では1000人に1人となっている。
クローン病は、腸閉塞、潰瘍（大半は小腸、大腸あるいは直腸の下部）、瘻孔（ろうこう、腸の一部から他所への管状の欠損）、および裂肛（肛門または肛門周辺の皮膚でのひび、感染に繋がりやすい）を引き起こす可能性がある。またクローン病に罹った人は腸が食事から得られる栄養分を吸収できないために栄養不良となる危険性がある。

## メディア
ベニントンの地方紙は「ベニントン・バナー」である。ニュースは「トロイ・レコード」や「マンチェスター・ジャーナル」でも得られる。ベニントンはオールバニ・スケネクタディ・トロイ・テレビ市場に属している。ラジオ局のWEQXはマンチェスターにある。

## 姉妹都市
- ニカラグア、ソモティロ